# ブギー (アルバム)
『ブギー』（Boogie）は、1979年に発売されたジャクソン5のコンピレーション・アルバム。オリジナルLPはモータウン傘下のレーベル「ナチュラル・リソーシズ」から発売された。

## 解説
ジャクソン5がモータウンに所属していた時代の未発表録音と、「ABC」、「さよならは言わないで」、「ダンシング・マシーン」といった既発曲のリミックスが収録されている。「オー・アイヴ・ビーン・ブレスト」は、ジャクソン5のモータウンにおける初セッションからの曲で、この曲は2001年に発売された『帰ってほしいの』（1969年）と『ABC』（1970年）の2 in 1 CDにもボーナス・トラックとして収録された。
本作は短期間で廃盤となったが、2004年には『ジョイフル・ジュークボックス・ミュージック』（1976年）との2 in 1という形でCD化され、その際に「ハム・アロング・ザ・ダンス」の未編集ヴァージョンもボーナス・トラックとして収録された。

## 収録曲
1. ラヴズ・ゴーン・バッド - "Love's Gone Bad" (Lamont Dozier, Brian Holland, Edward Holland, Jr.) - 3:21
2. アイ・エイント・ゴナ・イート・アウト・マイ・ハート・アウト・エニモア - "I Ain't Gonna Eat Out My Heart Out Anymore" (Laura Burton, Pam Sawyer) - 3:00
3. ABC - "ABC" (The Corporation) - 2:59
4. 愛するあの娘に - "I Was Made to Love Her" (Henry Cosby, Sylvia Moy, Stevie Wonder) - 4:17
5. ワン・デイ・アイル・マリー・ユー - "One Day I'll Marry You" (P. Sawyer, LaVerne Ware) - 3:00
6. さよならは言わないで - "Never Can Say Goodbye" (Clifton Davis) - 2:58
7. オー・アイヴ・ビーン・ブレスト - "Oh, I've Been Bless'd" (Lena Manns, Frank Wilson) - 2:50
8. ペニー・アーケード - "Penny Arcade" (Mel Larson, Jerry Marcellino, Deke Richards) - 2:41
9. ジャスト・ビコーズ・アイ・ラヴ・ユー - "Just Because I Love You" (James W. Alexander, Willie Hutch) - 3:14
10. ダンシング・マシーン - "Dancing Machine" (Hal Davis, Don Fletcher, Dean Parks) - 2:39